# Social Futebol Clube

Social Futebol clube este un club de fotbal din Coronel Fabriciano, Brazilia. 